# Filomena Campus
Filomena Campus es una cantante de jazz, compositora, letrista, académica y directora de teatro, nacida en Cerdeña y afincada en Londres desde 2001. Su estilo interpretativo se caracteriza por fusionar jazz, teatro y literatura, y es fundadora de la compañía Theatralia, comisaria del festival anual Theatralia Jazz Festival en colaboración con el PizzaExpress Jazz Club del Soho, con el objetivo de unir los estilos británico e italiano.

## Trayectoria
Filomena Campus nació en la isla italiana de Cerdeña. Se licenció en literatura inglesa en la Universidad de Cagliari, donde empezó a cantar e interpretar. En Cagliari representó y dirigió en 2001 A Game of Chess, un proyecto inspirado en la obra de Samuel Beckett, James Joyce y TS Eliot que supuso su primer experimento de combinar el jazz en directo con el teatro. Ese año se trasladó a Inglaterra para estudiar un máster en dirección teatral en Goldsmiths, Universidad de Londres.
En 2003 fundó la compañía Theatralia, descrita como "un colectivo internacional de intérpretes y artistas cuyas obras combinan literatura, teatro físico, arte escénico, arte digital con música en directo y la participación del público".
Ha actuado como vocalista con músicos de primera fila, incluidos Paolo Fresu, Evan Parker, Guy Barker, Orphy Robinson, Huw Warren, Byron Wallen, Cleveland Watkiss, Jean Toussaint, Kenny Wheeler, Laura Cole, Jackie Walduck, Tori Handsley y Tony Kofi, y ha aparecido en varios festivales internacionales, así como en la radio. Su voz ha sido descrita como poseedora de una "enorme gama de sonidos vocales verdaderamente improvisados", y Cleveland Watkiss la ha calificado como "una de las jóvenes cantantes/intérpretes/compositoras más aventureras del Reino Unido".
También ha impartido clases y conferencias sobre teatro, improvisación, voz y estudios afines en instituciones educativas como la  Central School of Speech and Drama, East 15 Acting School, University of Essex, Kingston University y University College London.
En 2009, Campus recibió el Premio Maria Carta italiano y en 2015 el Premio Navicella. En 2010 formó Filomena Campus Quartet, con Steve Lodder al piano, Dudley Phillips al bajo y Rod Youngs a la batería, con proyectos que incluyen Jester of Jazz (con Jean Toussaint y Rowland Sutherland en una grabación de 2011), Italy VS England con el escritor italiano Stefano Benni, Scaramouche (2015, con Giorgio Serci y Kenny Wheeler ) y Queen Mab.
Además de su programa en London One Radio entrevistando a artistas, en 2022 se anunció que Campus se uniría a Jazz London Radio para su nuevo programa Theatralia Jazz de Filomena Campus, que se transmitirá los viernes a las 17:00 y los domingos a las 15:00.

### Festival de Jazz Theatralia
En 2013, Campus fundó Theatralia Jazz Festival, que originalmente se conocía como "My Jazz Islands", que reúne música y teatro de músicos y escritores británicos e italianos, con la producción Italy VS England producida tanto en Cagliari como en Londres. En 2018, el tema del festival fue "Sardinian Extravaganza", un puente de jazz con la ciudad de Alghero en Cerdeña. En 2019 y 2020 el puente iba a ser entre Londres y Roma, pero la pandemia detuvo el proyecto. Ella ha dicho: “Hace años dejé mi isla por otra isla, que me acogió y me ayudó a hacer realidad muchos sueños. En un momento en el que todo el mundo parece levantar muros, me propongo tender un puente entre nuestros dos países. Un puente hecho de notas de jazz, teatro y máscaras, encuentros musicales enriquecidos por las palabras mágicas de la gran poesía.”

### Monk misterioso
Campus adaptó y dirigió Misterioso, A Journey into the Silence of Thelonious Monk (2005) de Stefano Benni como una producción teatral con la música de Thelonious Monk, presentando el espectáculo en el Festival de Edimburgo en 2008, los Riverside Studios en 2009, y en diversos lugares en los años siguientes, incluso como parte del Theatralia Jazz Festival.
En octubre de 2017, se puso en marcha en la Biblioteca Británica una gira internacional Monk Misterioso Tour internacional patrocinado por el Arts Council England, que culminó con una nueva producción dramatizada de Misterioso: A Journey into the Silence of Thelonious Monk en Kings Place que clausuró la celebración del centenario del nacimiento de Monk en el Festival de Jazz de Londres, y contó con Campus junto a Cleveland Watkiss, Pat Thomas, Rowland Sutherland, Orphy Robinson, Dudley Phillips y Mark Mondesir. Al revisar esta actuación con entradas agotadas para Jazz in Europe, Erminia Yardley escribió: "Con una mezcla de garbo teatral y puro talento, todos produjeron un espectáculo que elevó el listón. La belleza y la innovación de la producción llenaron cada nota y cada palabra pronunciada y cantada en la noche. ¡Brillante!".
En 2020, Filomena obtuvo de la London Arts and Humanities Partnership (LAHP), una beca de investigación financiada por el Arts and Humanities Research Council (AHRC) en la Royal Central School of Speech and Drama para realizar un doctorado en colaboración con el Archivo Estatal de Verona Franca Rame Dario Fo y la Fondazione Fo Rame. Título del trabajo para este proyecto: '¡Libérate Rame! Las prácticas feministas de la creadora teatral y activista Franca Rame'.